# سيرجي كوبيلوف
سيرجي كوبيلوف (بالروسية: Копылов, Сергей Владимирович) مواليد 29 يوليو 1960 في روسيا، الاتحاد السوفيتي، هو دراج روسي. شارك في دورة الألعاب الأولمبية الصيفية وفاز بميدالية أولمبية.

## الميداليات
| الميدالية | المسابقة                       |
| --------- | ------------------------------ |
| برونزية   | الألعاب الأولمبية الصيفية 1980 |

## روابط خارجية
- سيرجي كوبيلوف على موقع أرشيف الدراجات (الإنجليزية)
- سيرجي كوبيلوف على موقع CycleBase (الإنجليزية)
- سيرجي كوبيلوف على موقع أوليمبيديا (الإنجليزية)